# ميمون بن سياه
ميمون بن سياه أبو بحر البصري، تابعي، وراوي حديث نبوي من أهل البصرة، رتبته عند أهل الحديث صدوق يُخطئ.

## سيرته
كان ميمون بن سياه أكبر من الحسن البصري، وأدرك ما لم يُدرك، وكان سيد القراء، وقال حزم القطيعي: «كَانَ ميمون بن سياه لا يغتاب ولا يدع أحدًا يغتاب عنده، فإن انتهي، وإلا قام وتركه.»، وجاء عنه أنه كان يقول: «إذا أراد الله بعبده خيرًا حبب إليه ذكره»، وكان يدعو فيقول: «اللهم يسر لنا ما نخاف عسره، وسهل لنا ما نخاف حزونته، وفرج عنا ما نخاف ضيقه، ونفس عنا ما نخاف غمه، وفرج عنا ما نخاف كربه.».

## روايته للحديث النبوي
- روى عن: أنس بن مالك، وجندب بن عبد الله البجلي، والحسن البصري، وشهر بن حوشب.
- روى عنه: حزم القطعي، وحماد بن جعفر، وحميد الطويل، وسلام بن مسكين، وصالح المري، وعَبد الله بن أَبي الجنوب، ومعلى بن راشد النبال، ومنصور بن سعد اللؤلؤي، وميمون بن عجلان الربعي، وميمون بن موسَى المرئي، وأَبُو الأشهب العطاردي.[3]
- الجرح والتعديل: ذكره ابن حبان في كتاب الثقات وقال: «يخطئ»، وثّقه أبو حاتم الرازي، وضعّفه يحيى بن معين، وقال أبو داود: «ليس بذاك». روى له البخاري، والنسائي.[3]